# Damietta

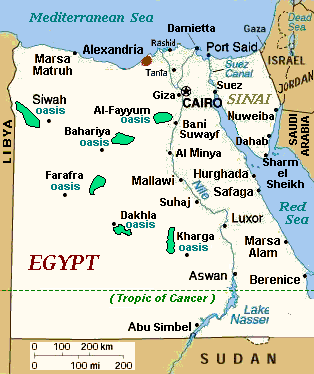
Damietta na mapě Egypta

Damietta, nebo také Dumját, (arabsky: دمياط‎) je přístavem v Egyptě, leží na pobřeží Středozemního moře. Je hlavním městem guvernorátu Dumját. V samotném městě žije 71 429 obyvatel (2005) a v celé aglomeraci více než 1 milion obyvatel.

## Historie města
Město Damietta je dnes velmi staré. Existovalo už v období starověku, kdy bylo známo pod jménem Tamiat. Jeho význam poklesl v hélenistickém období poté, kdy byl vybudován nový a větší přístav na pobřeží Středozemního moře, Alexandrie.
Město mělo velký význam ve 12. a 13. století v období křížových výprav. V roce 1169 zde přistálo loďstvo Jeruzalémského království podporované byzantským císařem a následně zaútočilo na tento přístav. Nakonec ale bylo poraženo Saladinem. Během páté křížové výpravy se věřilo, že Damietta je strategickým bodem, věřilo se totiž, že Damietta je klíčem k Nilu, tím pádem možností obsadit celý Egypt a že z Egypta se potom dá ovládnout celá Palestina a Jeruzalém. V roce 1219 byl přístav opravdu obléhán a dobyt křižáky. Ti byli ale v roce 1221 poraženi před Káhirou a následně vypuzeni z celého Egypta.
Damietta se zároveň stala v podstatě jediným úspěchem křižáků během sedmé křížové výpravy, když ji v roce 1249 se svým loďstvem napadl a rychle obsadil francouzský král Ludvík IX. Svatý. Avšak brzy byl poražen a město se vrátilo do rukou muslimů.
Kvůli velkému významu pro křižáky během křížových výprav Bajbars, mamelucký sultán, rozbořil město a znovu je vybudoval se silnějším opevněním pár kilometrů od Nilu. V současnosti je Damietta opět s tímto veletokem spojena kanálem, to jí vrátilo status významného přístavu.